# 帝国州大学
帝国州大学（英語：Empire State University，简称：SUNY Empire、ESC），原帝国州学院（Empire State College），是一所公立大學，總部位於美國紐約薩拉託加泉。它是紐約州立大學（SUNY）系統的一部分。帝國州學院是一家跨站點的機構，通過遠程學習中心在全球範圍內提供副學士、學士和碩士學位。位於紐約州薩拉託加泉的主校區約有10,000名本科生，錄取率達到63％。
研究生院提供碩士學位。帝國州立學院的國際計劃中心還通過美國科技大學、捷克共和國和希臘為該校在黎巴嫩的學生提供特殊計劃。從2005年到2010年，帝國州立學院和土耳其的阿納多盧大學提供了聯合MBA課程。它還安排了與美國汽車工人聯合會-福特大學（UAW-Ford University）、美國鋼鐵工人聯合會、eArmyU、海軍學院計劃和國際電工聯合會的學習機會。該學院獲得了中部州高等教育委員會（Middle States Commission on Higher Education）的認可。